# Lepidodendraceae
Famille
Synonymes
- Lepidodendropsidaceae

Les Lepidodendraceae sont une famille fossile de plantes lycophytes de l'ordre des Lepidodendrales.

## Systématique
La famille des Lepidodendraceae est attribuée au botaniste autrichien Stephan Ladislaus Endlicher, qui la créée en 1836 sous le nom de Lepidodendreae, pour le genre type Lepidodendron.
Selon l'IRMNG (30 juin 2022), les Lepidodendropsidaceae sont synonyme de Lepidodendraceae.

## Liste des genres
Selon l'IRMNG (30 juin 2022) :
- Hizemodendron R.M. Bateman & W.A. DiMichele, 1991 †
- Lepidodendron Sternberg, 1820 †
- Lepidodendropsis J. Lutz, 1933 †
- Lepidophloios Sternberg, 1825 †
- Lepidostrobophyllum M. Hirmer, 1927 †
- Lepidostrobus A.T. Brongniart, 1828 †
- Maubasia M.A. Senkevitsch in V.N. Dubatolov & G.A. Stukalina, 1991 †
- Novgorodendron N.V. Gordenko, O.A. Orlova & S.M. Snigirevsky, 2006 †
- Paralycopodites E.D. Morey & P.R. Morey, 1977 †
- Stigmaria A.T. Brongniart, 1822 †
- Sublepidophloios J.T. Sterzel, 1907 †
- Ulodendron Lindley & W. Hutton, 1832 †

- Batodendron V.A. Chachlov, 1921 †
- Calamopsis H. Graf zu Solms-Laubach, 1896 †
- Doliostrobus A.-F. Marion, 1884 † synonyme de Lepidostrobus A.T. Brongniart, 1828 †
- Lepidofloyos Sternberg, 1825 † synonyme de Lepidophloios Sternberg, 1825 †
- Phillipsia K.B. Presl in Sternberg, 1838 † synonyme de Lepidodendron Sternberg, 1820 †
- Variolaria Sternberg, 1820 † synonyme de Stigmaria A.T. Brongniart, 1822 †

- Calamariopsis H. Potonié in A. Engler & K. Prantl, 1902 † (incertain, non évalué)
- Calamophloios E.A.N. Arber, 1916 † (incertain, non évalué)
- Lepidophyllostrobus H. Hartung, 1938 † (incertain, non évalué)

Selon The International Fossil Plant Names Index (IFPNI) (30 juin 2022) :
- sous-famille des Lepidodendroideae
  - Lepidodendron
- sous-tribu des Lepidostrobinae
  - Lepidostrobus
- Acrostigma
- Alveolaria
- Anthracodendron
- Aspidiaria
- Bergeria
- Cycadium
- Hizemodendron
- Lepidophlogos
- Lepidophloyos
- Lepidopholios
- Ocellatum
- Ortholepidodendrum
- Ovarium
- Phialophloios
- Rhytidodendron
- Spirelepidodendrum

Selon la Paleobiology Database (30 juin 2022) :
- Aspidiopsis
- Bergeria
- Lepidodendron
- Lepidophloios
- Lepidophylloides
- Lepidostrobophyllum
- Lychnophorites
- Phillipsia